# Темеринска петорка
Случај Темеринске петорке јесте случај петорице војвођанских Мађара, који су 2004. године у ноћи 26. јуна у Темерину брутално претукли Зорана Петровића. Суд је за убиство у покушају изрекао казну затвора од 10 до 15 година. 

## Туча
Група Мађара, Арпад Хорват, Жолт Илес, Иштван Маријаш, Золтан Сакал и Јожеф Урач, сусрели су се са Србином Зораном Петровићем у ноћи 26. на пијаци у Темерину. Сви момци су били пијани и посвађали су се, затим су Мађари тешко злостављали Петровића, а потом оставили унесрећеног младића, који је ујутру пронађен са џаком кромпира на глави и одвезен у болницу. Петровић је имао 37 година у тренутку напада. Према болничком извештају, између осталог, сломљена му је вилица и слепоочница, а страно тело (према оптужници, гвоздена цев) убачено му је у ректум, што је изазвало руптуре. Дебело црево Петровића остало је трајно оштећено и никада није успео да се опорави од повреда, преминуо је 2009. године. 

## Пресуда
Суд је оценио да Петровићево понашање није изазвало насиље, а као отежавајућу околност оценио је чињеницу да је мушкарац остављен препуштен судбини, дакле умро би да није пронађен, па је случај окарактерисао као покушај убиства.  Окривљени су навели да их је Зоран  "провоцирао и псовао Мађаре".  Арпад Хорват је осуђен на 10 година, Жолт Илес на 13 година, Иштван Маријас на 15 година, Золтан Сзакал и Јожеф Урач на 11 и по година. 
У образложењу пресуде стоји:
"На овим просторима се одавно није догодило кривично дело које је до те мере узнемирило јавност, и један од разлога због којег су изречене овакве казне јесте управо и превенција да се то више никада ни не понови. Окривљени су у овом случају показали потпуно одсуство људскости".— Основни суд у Новом Саду
Мађарска штампа окарактерисала је казну као несразмерну, поређена је са казнама у којима су мађарске жртве тешко злостављане, а починиоци су добили казну од годину дана или мање. 
Мађарски политичари су неколико пута покушавали да ублаже казне, али нису успели.  Осуђеници су затражили председничко помиловање, захтев Илеса и Маријаса председник Борис Тадић је одбио , али је његов наследник Томислав Николић суспендовао казну Хорви и Сакалу 2012. године.   
Јожеф Урач је пуштен дан раније на Божић 2015. године, јер затворско особље није хтело да долази у суботу због њега, па је пуштен већ 25. децембра. 
Казну је одслужио и Иштван Маријаш, па је 26. децембра 2017. године пуштен на слободу. 